# Bustillo de la Vega
Bustillo de la Vega – gmina w Hiszpanii, w prowincji Palencia, w Kastylii i León, o powierzchni 18,99 km². W 2011 roku gmina liczyła 319 mieszkańców.